# 拉塔·曼吉茜卡
拉塔·曼吉茜卡（英語：Lata Mangeshkar，[ləˈtaː məŋˈɡeːʃkər] ⓘ；1929年9月28日—2022年2月6日）是一位印度女歌手。她是印度最为知名以及最受尊敬的歌手之一。
曼吉茜卡的职业生涯开始于1942年，横跨了70多年。她为1000多部印地语电影录制了歌曲，并演唱了36多个地区印度语言以及其他外国语言的歌曲。其中最为主要的语言为马拉地语和印地语。
曼吉什卡用 36 多种印度语言和一些外国语言录制了歌曲，但主要用的是印地语、孟加拉语和马拉地语。在她的职业生涯中，她获得了多项荣誉和赞誉。1989 年，印度政府授予她达达萨赫布·法尔克奖。2001 年，为了表彰她对国家的贡献，她被授予印度国宝奖，成为第二位获得印度最高平民荣誉的歌手。2007 年，法国授予她国家荣誉军团勋章，这是该国最高的平民奖项。
她曾获得三项国家电影奖、15 项孟加拉电影记者协会奖、四项电影观众最佳女配音奖，之后又拒绝了其他奖项，包括两项电影观众特别奖、电影观众终身成就奖等。1974 年，她成为第一位在英国伦敦皇家阿尔伯特音乐厅演出的印度配音歌手。
她作为历史上录制唱片最多的艺术家被载入吉尼斯世界纪录，后来被她的妹妹阿莎·博斯勒取代。